# Nordiska Atlantsamarbetet
Nordiska Atlantsamarbetet (NORA) är ett regionalt samarbete under Nordiska ministerrådet, där Färöarna, Grönland, Island samt Nordnorge och Västnorge ingår.